# Ничушкин, Василий Николаевич
Василий Николаевич Ничушкин (26 декабря 1901, Волохов, Орловская губерния — 28 октября 1946, Днепропетровск) — советский военачальник, генерал-майор (13.09.1944), участник Гражданской, Советско-финской и Великой Отечественной войн.

## Биография
В октябре 1919 года был зачислен в ряды Рабоче-крестьянской Красной армии. В 1920 году окончил полковую школу 20-го запасного стрелкового полка в городе Орёл, в 1922 году 27-е Орловские пехотные командные курсы, в 1930 году курсы в Военно-политической академии имени В. И. Ленина в Москве, в 1934 году Курсы усовершенствования командного состава по разведке при IV управлении Штаба РККА в Москве, общевойсковое отделение, в 1939 году КУКС при Академии Генштаба РККА.
28 октября 1919 года, после начала Гражданской войны, был призван в РККА Волховским уездным военкоматом и направлен в 20-й запасный стрелковый полк в город Орёл. В составе 27-х Орловских пехотных командных курсов участвовал в подавлении восстания Александра Антонова в Тамбовской губернии. Пройдя курсы в Военно-политической академии имени В. И. Ленина в Москве, с августа 1933 года исполнял должность помощника начальника штаба 150-го стрелкового батальона.
Был назначен в 18-ю стрелковую дивизию МВО в городе Ярославль, которая в 1935 году была переведена в Ленинградский военный округ в город Петрозаводск. В марте 1938 года стал начальником штаба дивизии, был награжден Орденом Красной Звезды.
В октябре 1939 года был назначен начальником штаба 65-го стрелкового корпуса, который находился на территории Эстонии. С июня 1941 года стрелковый корпус вошел в состав 27-й армии и выполнял задачи по обороне побережья Финского залива и островов Моонзундского архипелага.
В начале Великой Отечественной войны 65-й корпус  участвовал в оборонительных боях в Прибалтике. 29 августа 1941 года Ничушкин был командиром 245-й стрелковой дивизии, которая была в составе 34-й армии. В октябре назначен начальником штаба 23-й стрелковой дивизии этой же армии.
С апреля 1942 года полковник Ничушкин занимал должность заместителя начальника штаба и начальника оперативного отдела штаба 53-й армии, а с февраля 1943 года 1-й ударной армии. В этой должности он принимал участие в Ленинградско-Новгородской, Псковско-Островской, Тартуской и Рижской наступательных операциях. С октября 1944 года был начальником штаба этой же 1-й ударной армии, войска которой в составе 2-го Прибалтийского фронта к 16 октябрю 1944 года блокировали Курляндскую группировку войск.
К концу ноября 1944 года генерал-майор Ничушкин заболел туберкулезом, до конца войны был на лечении в госпиталях. После окончания войны в октябре 1945 года был  назначен начальником военной кафедры Днепропетровского государственного университета.
28 октября 1946 года умер в Днепропетровске от болезни. Похоронен на Соборной площади города Днепра.

## Награды
- Орден Ленина[1];
- 2 Ордена Красного Знамени[2];
- Орден Кутузова II степени[3];
- Орден Красной Звезды;
- Орден Отечественной войны I степени[4];
- Орден Богдана Хмельницкого II степени[5].